# أندريه ألبرت
أندريه ألبرت (بالفرنسية: André Albert)‏ هو صحفي وسياسي فرنسي، ولد في 19 فبراير 1911 في باريس في فرنسا، وتوفي بنفس المكان في 15 يونيو 1976. حزبياً، نشط في Republican, Radical and Radical-Socialist Party ‏. وقد انتخب نائب فرنسي.